# 絵本の時間 おはなしマラソン
『絵本の時間 おはなしマラソン』（えほんのじかん・おはなしマラソン）は、2004年から東海ラジオ放送とKBCラジオ（九州朝日放送）で放送している絵本の朗読番組。
日本出版販売による企画ネット番組であり、東海ラジオとKBCラジオでは内容が異なる。
KBCラジオでは「徳永玲子の絵本の時間 おはなしマラソン」として放送。

## 放送時間
- 東海ラジオ:金曜 10:20頃 - （ - 2017年3月）
  - 「かにタク言ったもん勝ち」のコーナーとして放送。朗読は蟹江篤子。
- KBCラジオ:日曜 9:14～9:24